# Lyzeum Nr. 2 (Wowtschansk)

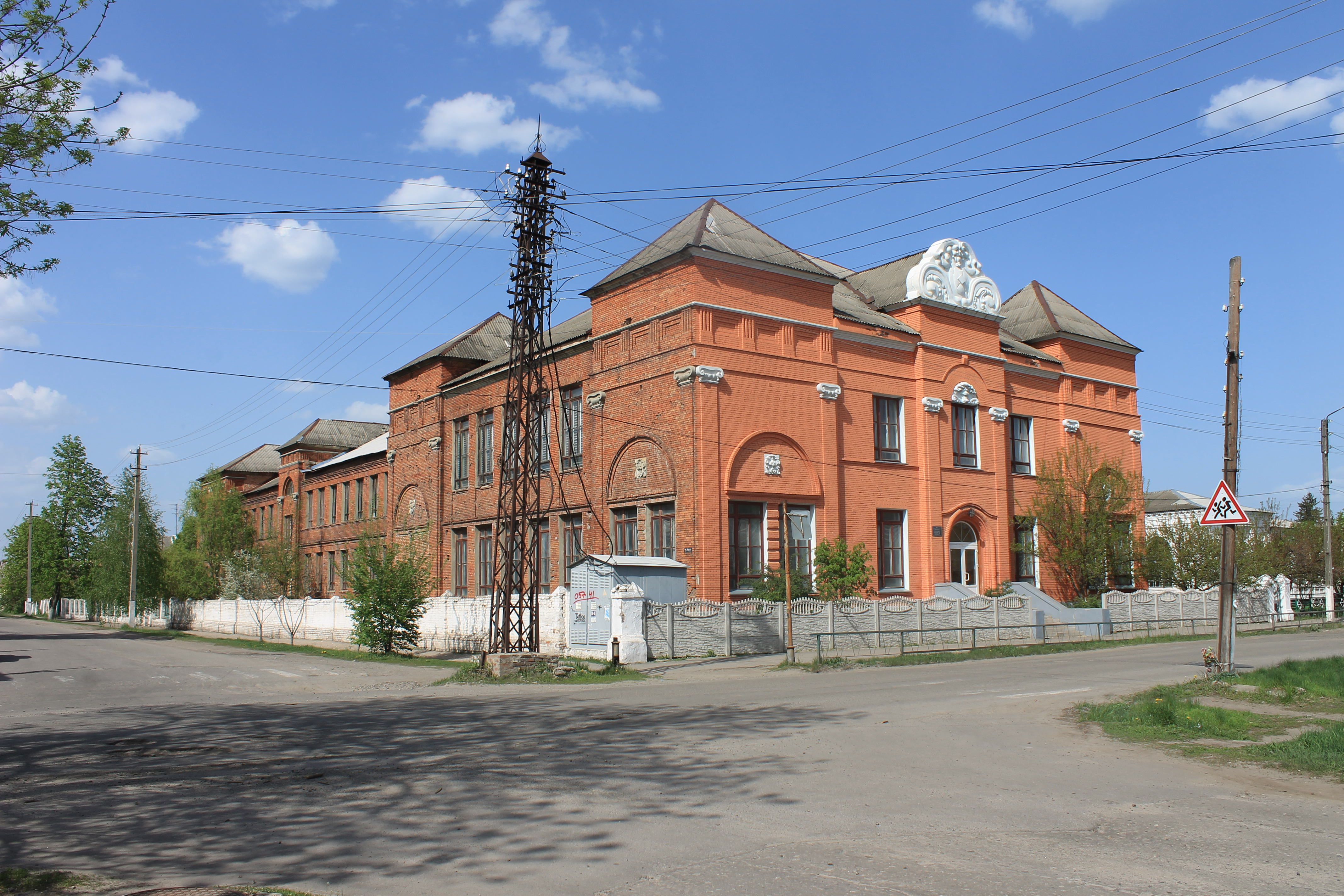
Lyzeum Nr. 2 in Wowtschansk (2017)

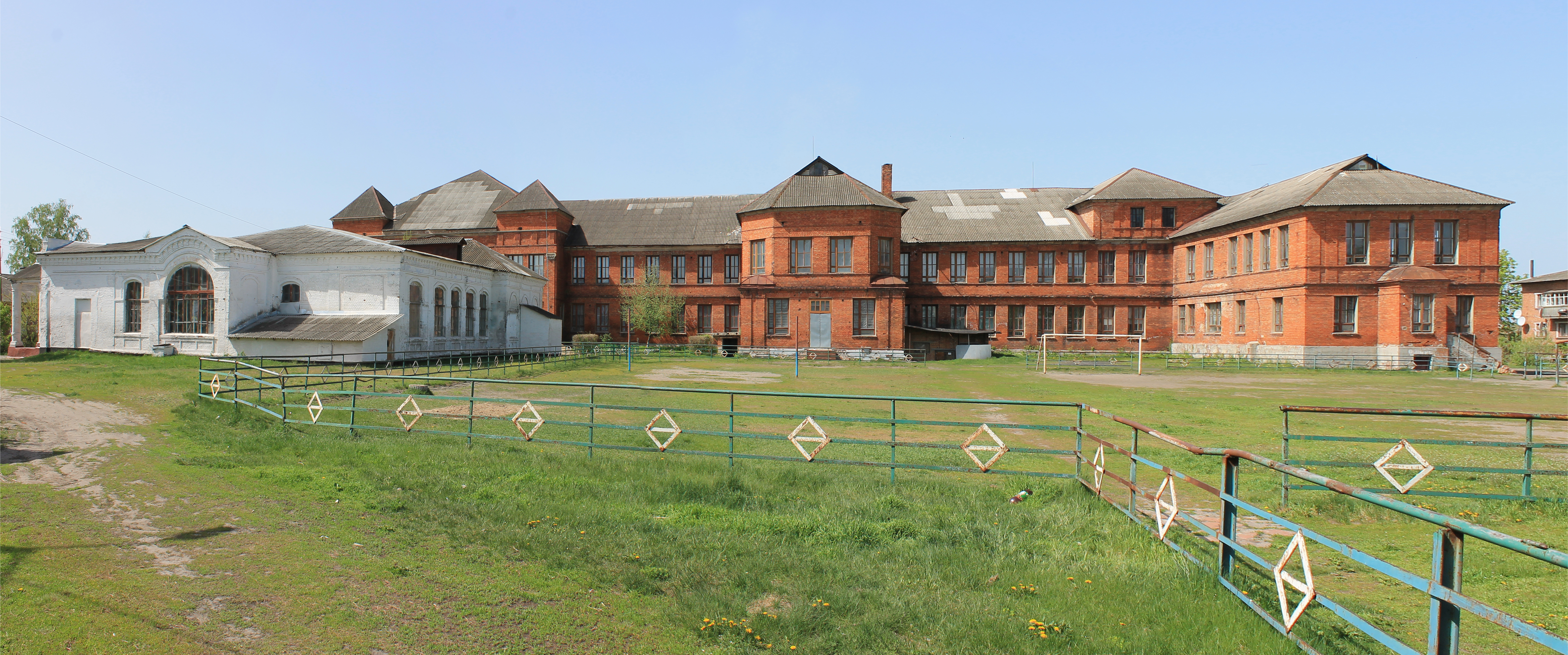
Ansicht von Osten (2017)

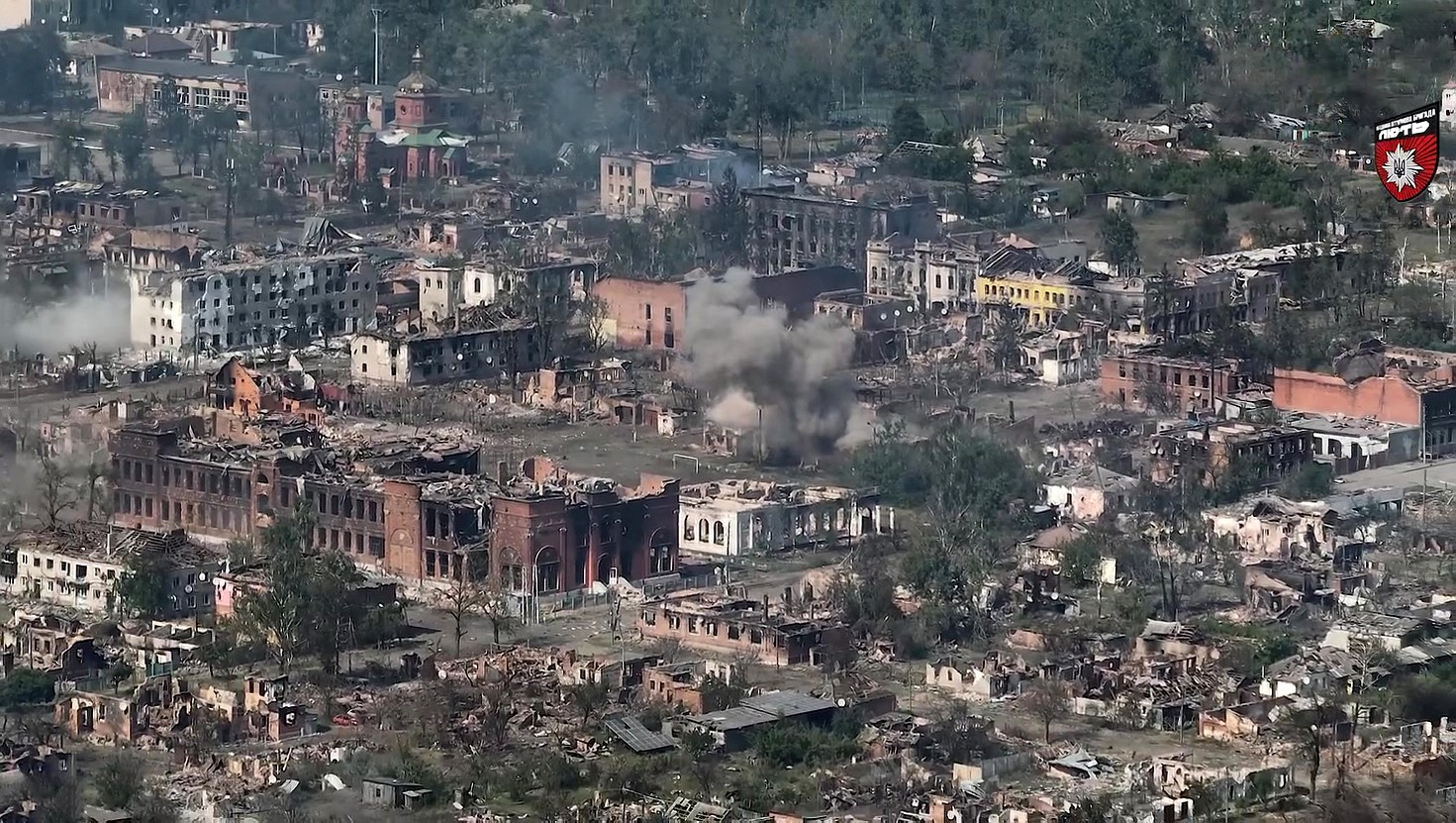
Luftaufnahme der Ruine (2024)

Das Lyzeum Nr. 2 (ukrainisch Вовчанський ліцей № 2 Wowtschankij lizej Nr. 2) war eine Bildungseinrichtung in der ukrainischen Stadt Wowtschansk. Das Gebäude steht unter Denkmalschutz, wurde aber im Mai 2024 durch Kriegshandlungen schwer beschädigt.

## Geschichte
Das Bauwerk wurde im Ersten Weltkrieg durch österreichische Kriegsgefangene erbaut und diente zunächst als Krankenstation. Nach Kriegsende wurde es durch einen Ausbau in eine Schule umgewandelt, die 1925 eröffnet wurde. Im Dezember 1934 wurde sie nach Sergei Mironowitsch Kirow benannt und im Jahr 1936 zur Modellschule ernannt. Im Zweiten Weltkrieg diente das Gebäude erneut als Lazarett und wurde nach Kriegsende als Schule wiederhergestellt.
Mit der erneuten Unabhängigkeit der Ukraine im Jahr 1991 kam es zu Veränderungen im Bildungssystem. Am 15. Juli 1993 erfolgte die Umwandlung der Mittelschule (ukrainisch середня школа serednja schkola) in eine allgemeinbildende Schule (ukrainisch загальноосвітня школа sagalnooswitnja schkola), die bereits die Nummer 2 trug und mit einer Anpassung des Bildungssystems am 7. August 2003 zum Lyzeum Nr. 2 wurde. Zum Zeitpunkt des russischen Überfalls auf die Ukraine im Jahr 2022 lernten hier 645 Schüler, von denen 275 Schüler die 1.–4. Klasse, 319 die 5.–9. Klasse und 51 die 10.–11. Klasse besuchten und von 45 Lehrern unterrichtet wurden. Wowtschansk wurde umgehend durch die russische Armee besetzt und der Schulunterricht suspendiert. Nach der Befreiung durch die ukrainische Armee im September 2022 konnte der Unterricht nicht umgehend wieder aufgenommen werden, sondern dies erfolgte erst zum 1. September 2023.
Im Mai 2024 begann die russische Armee im Rahmen ihrer Charkiw-Offensive gezielte Angriffe auf Wowtschansk, mit denen die Front weiter ausgedehnt werden sollte. Die Stadt wurde massiv aus der Luft angegriffen. Dabei wurde das große, zentral gelegene Gebäude schwer beschädigt. Das Dach und Teile der Fassade stürzten ein, zurück blieb eine Brandruine.

## Baubeschreibung
Das Schulgebäude steht unter Denkmalschutz. Es zieht sich von Norden nach Süden entlang der Straße der Helden von Tschornobyl und endet dort mit einem quadratischen Kopfbau an der Ecke zur Gagarinstraße, dessen Ecken turmartig herausgehoben sind. Die horizontale Gliederung der Südfassade, die zentral einen Risalit mit einem Reliefstein als Giebel aufweist, erfolgt durch Gesimse, die vertikale Gliederung durch Pilaster. Zudem wird die Südfassade durch weitere Elemente wie unterschiedlich gestaltete Fenster und Öffnungen aufgelockert.
Türme finden sich auch am Übergang zum Nordbau, der wiederum zwei Ostflügel aufweist, welche die vielachsige Ostfassade prägen. Während der südlichere Ostbau abgeschrägte Ecken besitzt und dadurch an einen Polygonalchor erinnert, weist der nördliche Ostflügel an der Hofseite sechs Achsen auf. Zudem besitzt dieser Nordflügel einen Ost-Anbau mit eigenem Dach. Die Westfassade nimmt die Turmgestalt in Form von Risaliten auf. Zu den einzelnen Eingängen führen Freitreppen. Trotz seiner späten Entstehung kann das Bauwerk aufgrund der Verwendung von zahlreichen Rundbögen noch zum Historismus gerechnet werden.
Die Schule besaß 28 Klassenräume, 2 Computerräume, eine Bibliothek mit Lesesaal, eine Aula, zwei Sporthallen, einen Sportplatz, zwei Werkstätten und einen Speisesaal.